# Spomen-groblje (Klanjec)
Spomen-park znamenitih Klanjčana nalazi se u općini Klanjec.

## Opis dobra
Spomen-groblje u Klanjcu, nekad staro klanječko groblje, danas je uređeno kao park i spomen-područje na kojem su ostali sačuvani originalni grobovi Antuna Mihanovića, Otona Ivekovića i, kasnije prenesen, grob Krste Ivekovića. Prostorna koncepcija spomen-groblja sastoji se od dvije okomite aleje s portalom, sagrađenim 1909. g. Grob pjesnika Antuna Mihanovića okružen je niskim zidićem i željeznom kovanom ogradom te nadgrobnim spomenikom nalik obelisku s natpisima. Grob slikara Otona Ivekovića ima jednostavnu ploču s uklesanim natpisom. Na grobu antifašista Krste Ivekovića nalazi se brončana skulptura kipara Antuna Augustinčića „Nošenje ranjenika“ i natpis.

## Zaštita
Pod oznakom Z-4596 zaveden je kao nepokretno kulturno dobro - pojedinačno, pravna statusa zaštićena kulturnog dobra, klasificirano kao "memorijalna baština".